# 渡津村
渡津村（わたづむら）は、島根県那賀郡にあった村。現在の江津市の一部にあたる。

## 地理
江川下流部の右岸に位置した。
- 海洋：日本海

## 歴史
- 1889年（明治22年）4月1日、町村制の施行により、那賀郡渡津村が単独で村制施行し、渡津村が発足[1][2]。
- 1910年（明治43年）- 郡立農事伝習所開設[1]。
- 1940年（昭和15年）4月1日 - 那賀郡江津町、都濃村と合併して江津町が存続して廃止[1][2]。

## 産業
- 農業、養蚕、漁業[1]。